# 1183 Jutta
1183 Jutta è un asteroide della fascia principale del diametro medio di circa 17,9 km. Scoperto nel 1930, presenta un'orbita caratterizzata da un semiasse maggiore pari a 2,3828509 UA e da un'eccentricità di 0,1309146, inclinata di 2,80270° rispetto all'eclittica.
L'origine del suo nome è sconosciuta.